# Конец Чарльза Огастеса Милвертона
«Коне́ц Ча́рльза Ога́стеса Ми́лвертона» (англ. The Adventure of Charles Augustus Milverton) — один из рассказов английского писателя Артура Конан Дойля о знаменитом сыщике Шерлоке Холмсе. Входит в сборник рассказов «Возвращение Шерлока Холмса», опубликованный в 1905 году и состоящий из 13 рассказов, написанных в 1903—1904 годы.

## Сюжет
К Шерлоку Холмсу обращается леди Ева Брэкуэлл, которая оказывается жертвой «короля всех шантажистов» — Чарльза Огастеса Милвертона. Накануне её свадьбы Милвертон предъявил Еве несколько «неосторожных» писем, которые она когда-то написала некоему эсквайру, и потребовал непосильный для неё выкуп. В противном случае Милвертон угрожает послать компрометирующие письма её жениху, тем самым расстроив свадьбу.
В квартире на Бейкер-стрит, при личной встрече Милвертона и Холмса в присутствии Ватсона договориться с шантажистом о смягчении условий не удаётся. Более того, выведенный из себя циничным хвастовством Милвертона Холмс едва не набрасывается на него.
Исчерпав все возможности справиться с шантажистом в рамках закона, Холмс решает самолично проникнуть в дом Милвертона и похитить компрометирующие письма. Ватсон, после некоторого колебания, поддерживает идею своего друга и вызывается помочь Холмсу. Для этого Холмс под именем паяльщика Эскота даже обручился с горничной Милвертона. Проникнув ночью в дом шантажиста, Холмс и Ватсон случайно становятся свидетелями встречи Милвертона с дамой, которая вначале представляется служанкой, желающей продать некие компрометирующие хозяйку письма. В дальнейшем оказывается, что эта дама — одна из жертв шантажа Милвертона, которая в результате огласки стала вдовой. Дама заявляет, что спасёт всех от шантажиста, и хладнокровно расстреливает его из револьвера, после чего удаляется. Поднимается тревога. Холмсу и Ватсону с трудом удаётся спастись от преследующих их слуг Милвертона.  При этом Холмс успевает достать из сейфа все хранившиеся там компрометирующие письма и бросить их в горящий камин.
Пришедшему на следующий день инспектору Лестрейду Холмс категорически отказывает в какой-либо помощи в расследовании убийства Милвертона. В тот же день Холмс приводит Ватсона к магазину, в витрине которого размещены фотографии «знаменитостей дня и известных красавиц». На одной из них Ватсон узнаёт даму, убившую Милвертона — она оказывается женой известного государственного деятеля Великобритании.

## Экранизации
| Год  | Название                                                          | Страна         | Режиссёр          | Холмс               | Ватсон          |
| ---- | ----------------------------------------------------------------- | -------------- | ----------------- | ------------------- | --------------- |
| 1980 | Приключения Шерлока Холмса и доктора Ватсона — Король шантажа     | СССР           | Игорь Масленников | Василий Ливанов     | Виталий Соломин |
| 1992 | Король шантажа                                                    | Великобритания | Питер Хаммонд     | Джереми Бретт       | Эдвард Хардвик  |
| 2013 | Элементарно (телесериал) — Подмена мертвеца                       | США            | Ларри Тэн         | Джонни Ли Миллер    | Люси Лью        |
| 2014 | Шерлок (телесериал) — Его прощальный обет                         | Великобритания | Ник Харран        | Бенедикт Камбербэтч | Мартин Фримен   |
| 2020 | Патриот Мориарти (телесериал) — Конец Чарльза Огастеса Милвертона | Япония         | Кадзуя Номура     | Макото Фурукава     | Юки Оно         |

## Публикации
- "The Adventure of Charles Augustus Milverton, " Black Cat Mystery Magazine, 1, No. 4 (Winter 1981—1982), 78-81; 1, No. 5 (Spring 1982), 48-64.
- "The Adventure of Charles Augustus Milverton, " Illustrated by Frederic Dorr Steele. Collier’s, 32, No. 26 (March 26, 1904), 13-15, 19-20. (The Return of Sherlock Holmes, No. 7)
- "The Adventure of Charles Augustus Milverton, " [Illustrated by Sidney Paget]. The Strand Magazine, 27, No. 160 (April 1904), 373—383. (The Return of Sherlock Holmes, 7)
- "The Undoing of Archibald, " The Strand Magazine, 36, No. 212 (August 1908), 221—227.